# Tilman Grammes
Tilman Grammes (* 10. Februar 1957 in Wiesbaden) ist ein deutscher Erziehungswissenschaftler mit den Schwerpunkten Didaktik sozialwissenschaftlicher Fächer und politische Bildung und Professor an der Universität Hamburg.

## Leben
Grammes studierte nach dem Abitur (1975) am Dilthey-Gymnasium in Wiesbaden an der Freien Universität Berlin für das Lehramt an Gymnasien mit der Fächerkombination Deutsch, Sozialkunde und Philosophische Propädeutik (1. Staatsexamen 1980). Daneben durchlief er ein Studium der Erziehungswissenschaft mit dem Abschluss Magister (1986) und promovierte zum Dr. phil. (1985). Die praktische Lehrerausbildung absolvierte er am Tannenberg-Gymnasium, Abschluss Staatsexamen.
Erste praktische Erfahrungen in der außerschulischen Jugendbildung, dem Schöneberger Jungarbeiter- und Schülerzentrum (SJSZ) sowie in einem sozialpädagogischen Projekt zum Nachholen des Hauptschulabschlusses im Jugendfreizeitheim Prisma in Berlin-Reinickendorf. Schulpraxis erwarb Grammes an einer deutsch-amerikanischen Schule (John-F.-Kennedy-Schule Berlin) sowie an einer privaten kaufmännischen Berufsschule (Grone-Schule Berlin 1983–1991).
Er war Mitarbeiter am Otto-Suhr-Institut und Assistent in Berufs- und Wirtschaftspädagogik an der FU Berlin. Er war von 1992 bis 1993 Professor für Didaktik der Sozialkunde an der Universität Passau sowie von 1993 bis 1997 Professor für Didaktik der politischen Bildung/Gemeinschaftskunde an der Technischen Universität Dresden. Seit 1997 ist er Professor für Erziehungswissenschaft unter besonderer Berücksichtigung der Didaktik sozialwissenschaftlicher Fächer an der Universität Hamburg.

## Tätigkeitsbereich
Grammes arbeitet zur Grundlagentheorie der sozialwissenschaftlichen Fachdidaktiken und Demokratiepädagogik in den Bereichen Gesellschaft, Politik, Recht und Wirtschaft (Kommunikative Fachdidaktik, 1996).
Curriculumentwicklung (Lehrpläne und Schulbuchautor) durch schulnahe Praxisforschung. Aktuelle Curriculumprojekte befassen sich mit Theorie und Praxis einer Europa-Bildung sowie mit der Entwicklung von Curriculumbausteinen für Wirtschafts- und Unternehmensethik in der ökonomischen und politischen Bildung.
In der Lehrerausbildung und Lehrerweiterbildung hat sich Grammes mit dem Konzept der Lehrkunst sowie der Lesson und Learning Study beschäftigt. Dazu kamen Studienaufenthalte an Universitäten und Schulen in Japan (Jugyou kenkyuu / Lesson Study), China (Pädagogische Universität Ostchina), USA.
Daneben hat er zusammen mit Henning Schluß und Hans-Joachim Vogler die Geschichte des Faches Staatsbürgerkunde in der DDR mit qualitativen Methoden umfassend dokumentiert.
Grammes war Beirat im Modellversuch „Demokratie lernen & leben“ der Bund-Länder-Kommission und Mitglied der Deutschen Gesellschaft für Demokratiepädagogik. Er ist Vertrauensdozent der Studienstiftung der Deutschen Wirtschaft (Studienkolleg – Begabtenförderung für Lehramtsstudierende). Grammes ist Mitglied der Jury für den Förderpreis Zukunft des Cornelsen Verlages.

## Schriften (Auswahl)
- Politikdidaktik und Sozialisationsforschung. Problemgeschichtliche Studien zu einer pragmatischen Denktradition in der Fachdidaktik. Frankfurt/M. u. a.: Lang 1986 (Diss. FU Berlin 1985)
- Unpolitischer Gesellschaftskundeunterricht. Anregungen zur Verknüpfung von Lebenskunde mit Politik. Schwalbach: Wochenschau 1991
- mit Kurt Wicke (Hg.): Die Gesellschaft aus der Schülerperspektive. Schwedische Beiträge zu einer didaktischen Phänomenographie. Hamburg: Krämer 1991
- mit Walter Gagel/Andreas Unger (Hg.): Politikdidaktik praktisch. Mehrperspektivische Unterrichtsanalysen. Ein Videobuch. Schwalbach: Wochenschau 1992 (mit Videokassette)
- mit Georg Weißeno (Hg.): Sozialkundestunden. Politikdidaktische Auswertungen von Unterrichtsprotokollen. Opladen: Leske+Budrich 1993
- mit Ari Zühlke: Ein Schulkonflikt in der DDR, 2 Bde., Bonn: Bundeszentrale für politische Bildung 1996 (Online)
- Kommunikative Fachdidaktik. Politik-Geschichte-Recht-Wirtschaft, Opladen: Leske+Budrich 1998 (online unter google-books)
- Handlungsorientierung im Politikunterricht, Hannover: Niedersächsische Landeszentrale für politische Bildung 2/1997
- mit Henning Schluss/Hans-Joachim Vogler: Staatsbürgerkunde in der DDR. Ein Dokumentenband. Wiesbaden: VS Verlag 2006 (online Campuszugang; Rezension)

## Zeitschriften
- Journal of Social Science Education (JSSE)
- Zeitschrift für interpretative Schul- und Unterrichtsforschung (ZISU), 2011ff. (Wissenschaftlicher Beirat)

## Auszeichnungen
- 2012 (zusammen mit Thomas Retzmann): Max-Weber-Preis für Wirtschaftsethik des Instituts der deutschen Wirtschaft für die Entwicklung eines Schüler-Internet-Portals[2]